# Bataille de Quennevières
 (juillet 2023).
Première Guerre mondiale
Batailles
Front d'Europe de l’Ouest
- Liège (8-1914)
- Namur (8-1914)
- Frontières (8-1914)
- Anvers (9-1914)
- Grande Retraite (9-1914)
- Marne (9-1914)
- Course à la mer (9-1914)
- Yser (10-1914)
- Messines (10-1914)
- Ypres (10-1914)
- Givenchy (12-1914)
- 1re Champagne (12-1914)
- Hartmannswillerkopf (1-1915)
- Neuve-Chapelle (3-1915)
- 2e Ypres (4-1915)
- Colline 60 (4-1915)
- Artois (5-1915)
- Festubert (5-1915)
- Quennevières (6-1915)
- Linge (7-1915)
- 2e Artois (9-1915)
- 2e Champagne (9-1915)
- Loos (9-1915)
- Verdun (2-1916)
- Redoute Hohenzollern (3-1916)
- Hulluch (4-1916)
- 1re Somme (7-1916)
- Fromelles (7-1916)
- Arras (4-1917)
- Vimy (4-1917)
- Chemin des Dames (4-1917)
- 3e Champagne (4-1917)
- 2e Messines (6-1917)
- Passchendaele (7-1917)
- Cote 70 (8-1917)
- 2e Verdun (8-1917)
- Malmaison (10-1917)
- Cambrai (11-1917)
- Bombardements de Paris (1-1918)
- Offensive du Printemps (3-1918)
- Lys (4-1918)
- Aisne (5-1918)
- Bois Belleau (6-1918)
- 2e Marne (7-1918)
- 4e Champagne (7-1918)
- Château-Thierry (7-1918)
- Le Hamel (7-1918)
- Amiens (8-1918)
- Cent-Jours (8-1918)
- 2e Somme (9-1918)
- Bataille de la ligne Hindenburg
- Meuse-Argonne (10-1918)
- Cambrai (10-1918)

Front italien
Front d'Europe de l’Est
Front des Balkans
Front du Moyen-Orient
Front africain
Bataille de l'Atlantique
La bataille de Quennevières ou Offensive de la 6e armée sur le saillant de Quennevières se déroule du 6 au 16 juin 1915, entre Tracy-le-Mont (Oise) et Nampcel (Oise) au cours de la Première Guerre mondiale.

## Objectif
Le projet d’offensive pour enlever le saillant face à la ferme de Quennevières, située sur la commune de Moulin-sous-Touvent (Oise), a été mis au point par le général Robert Nivelle, commandant la 61e division d’infanterie. Il s'agit d'une opération de diversion afin de soulager le front de l’Artois.

## Ordre de bataille
Elle oppose les 73e et 121e brigades du 35e corps d’armée français de la 6e armée du général Dubois (QG à Villers-Cotterêts) aux XVIIe et XVIIIe division d'infanterie allemandes du IXe corps d'armée de la Ire armée von Fabeck (QG à Folembray).

## Bataille et affrontements
Elle est lancée le 6 juin 1915. Le 16 juin, après onze jours de combats acharnés, la bataille de Quennevières, entraîne des pertes françaises s’élevant à 134 officiers et 7 700 hommes, tandis que 4 000 Allemands ont été mis hors de combat pour des gains de terrains limités.